# Rallycross di Francia

Il circuito di Lohéac, sede più utilizzata del Rallycross di Francia con 13 edizioni disputatesi

Il Rallycross di Francia (ufficialmente denominato Rallycross of France), è una prova di rallycross che si svolge in Francia dal 1978. La competizione è sede abituale di una prova del campionato europeo rallycross, chiamata Euro RX of France, e dal 2014 anche del campionato del mondo rallycross, denominata World RX of France.

## Sedi

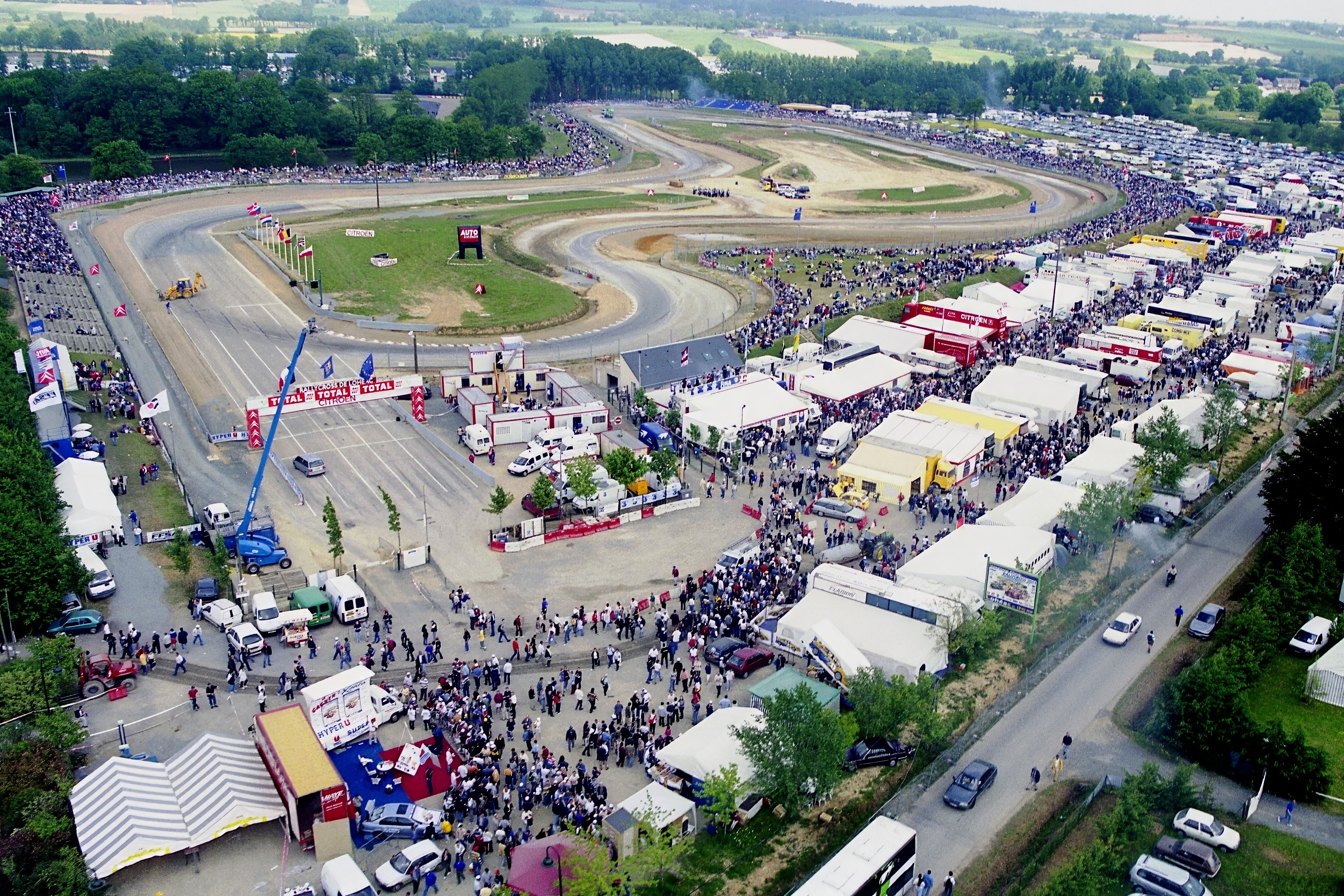
Il circuito di Lohéac durante l'edizione del 2001

| Nº edizioni | Località       | Circuito                      | Validità                   | Prima edizione | Ultima edizione |
| ----------- | -------------- | ----------------------------- | -------------------------- | -------------- | --------------- |
| 13          | Lohéac         | Circuito di Lohéac            | Euro RX (13), World RX (7) | 1978           | 2021            |
| 11          | Essay          | Circuit des Ducs              | Euro RX (11)               | 1979           | 2011            |
| 3           | Faleyras       | Circuito di Faleyras          | Euro RX                    | 1995           | 2002            |
| 2           | Saint-Junien   | Circuit Copreco               | Euro RX                    | 1980           | 1984            |
| 2           | Marville       | Circuito di Marville          | Euro RX                    | 1982           | 1985            |
| 2           | Lunéville      | Circuito di Chenevières       | Euro RX                    | 1989           | 1997            |
| 2           | Mayenne        | Circuito Maurice Forget       | Euro RX                    | 1996           | 2006            |
| 2           | Cohiniac       | Circuit di Kerlabo            | Euro RX                    | 2008           | 2010            |
| 1           | Solgne/Juville | Circuito B. Jackowski         | Euro RX                    | 1981           | 1981            |
| 1           | Le Creusot     | Circuito di Torcy             | Euro RX                    | 1987           | 1987            |
| 1           | Trappes        | Circuito Jean-Pierre Beltoise | Euro RX                    | 1990           | 1990            |
| 1           | Savenay        | Circuito Lucien Coiffe        | Euro RX                    | 1991           | 1991            |
| 1           | Faux           | Circuito di Bergerac-Faux     | Euro RX                    | 1992           | 1992            |
| 1           | Dreux          | Circuit de l'Ouest Parisien   | Euro RX                    | 2012           | 2012            |

## Albo d'oro
Vengono indicati soltanto i vincitori nella massima categoria: RX1 (dal 2021 in poi), Supercar (dal 2011 al 2020), Division 1 (dal 1997 al 2010), Division 2 (dal 1982 al 1996) e TC Division (dal 1978 al 1981).

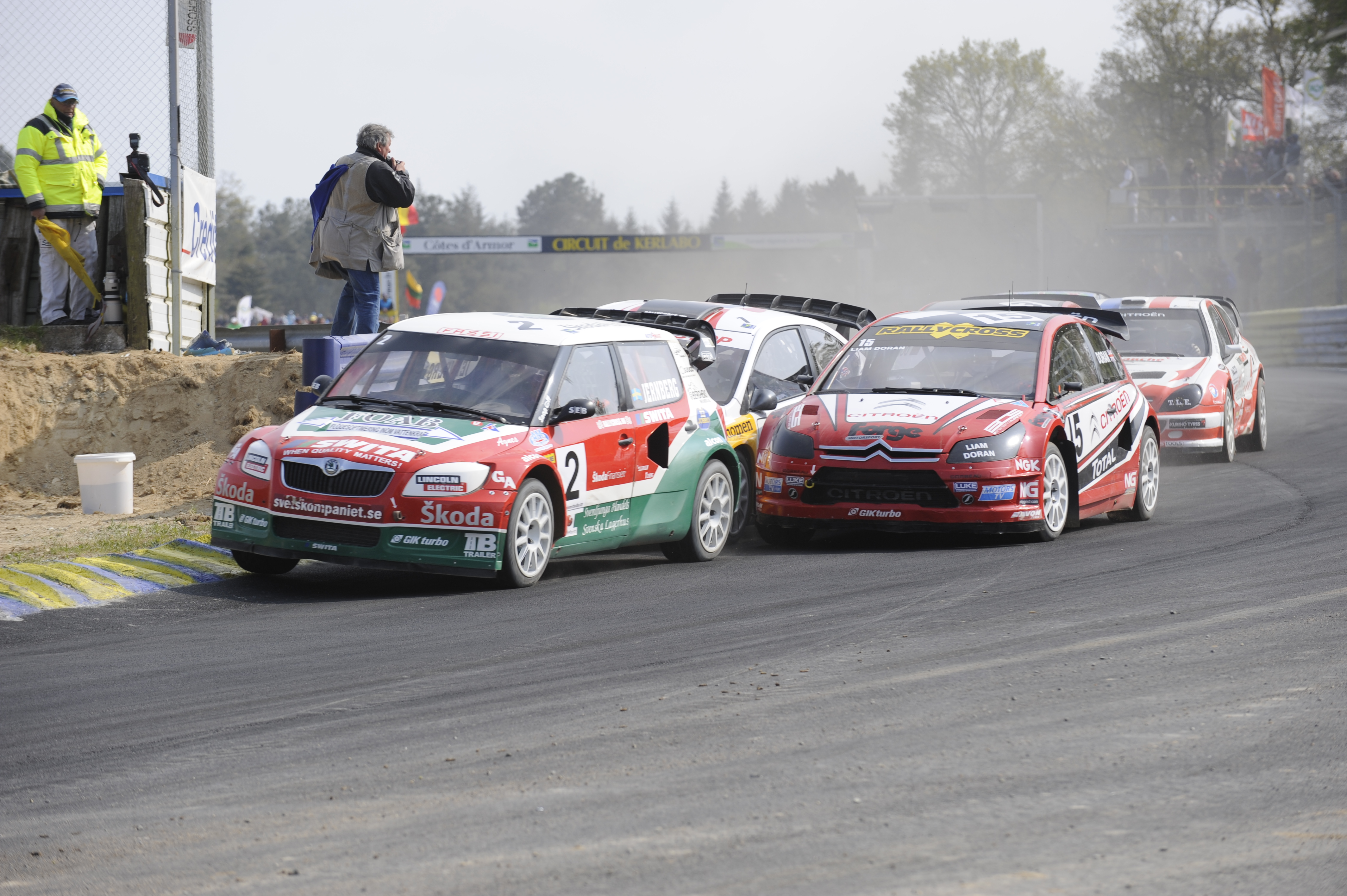
Euro RX, Edizione 2010: Michael Jernberg davanti a Sverre Isachsen (all'interno), Liam Doran e Davy Jeanney (dietro)

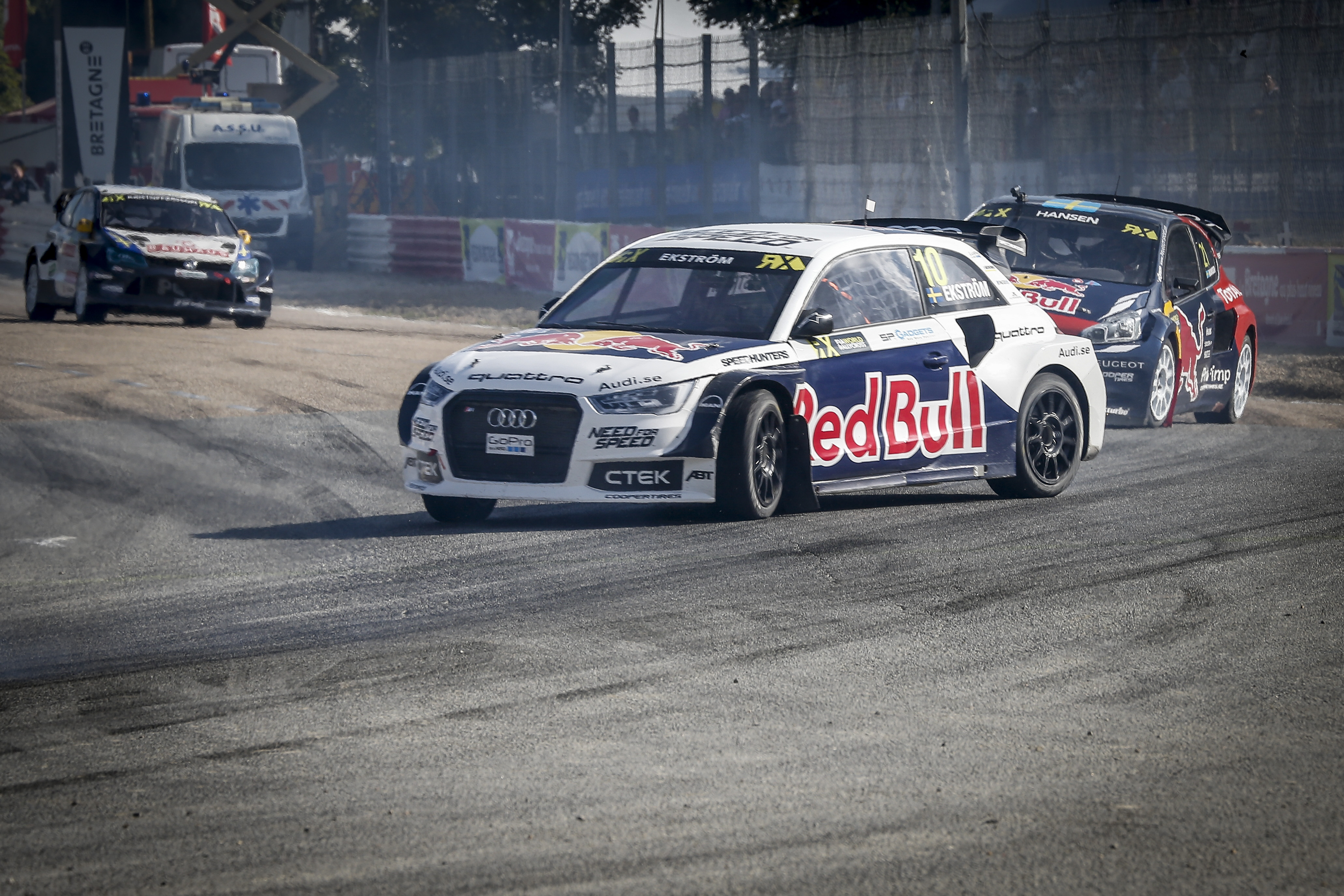
World RX, edizione 2015: Mattias Ekström davanti a Timmy Hansen, che fu poi il vincitore della gara, e Johan Kristoffersson

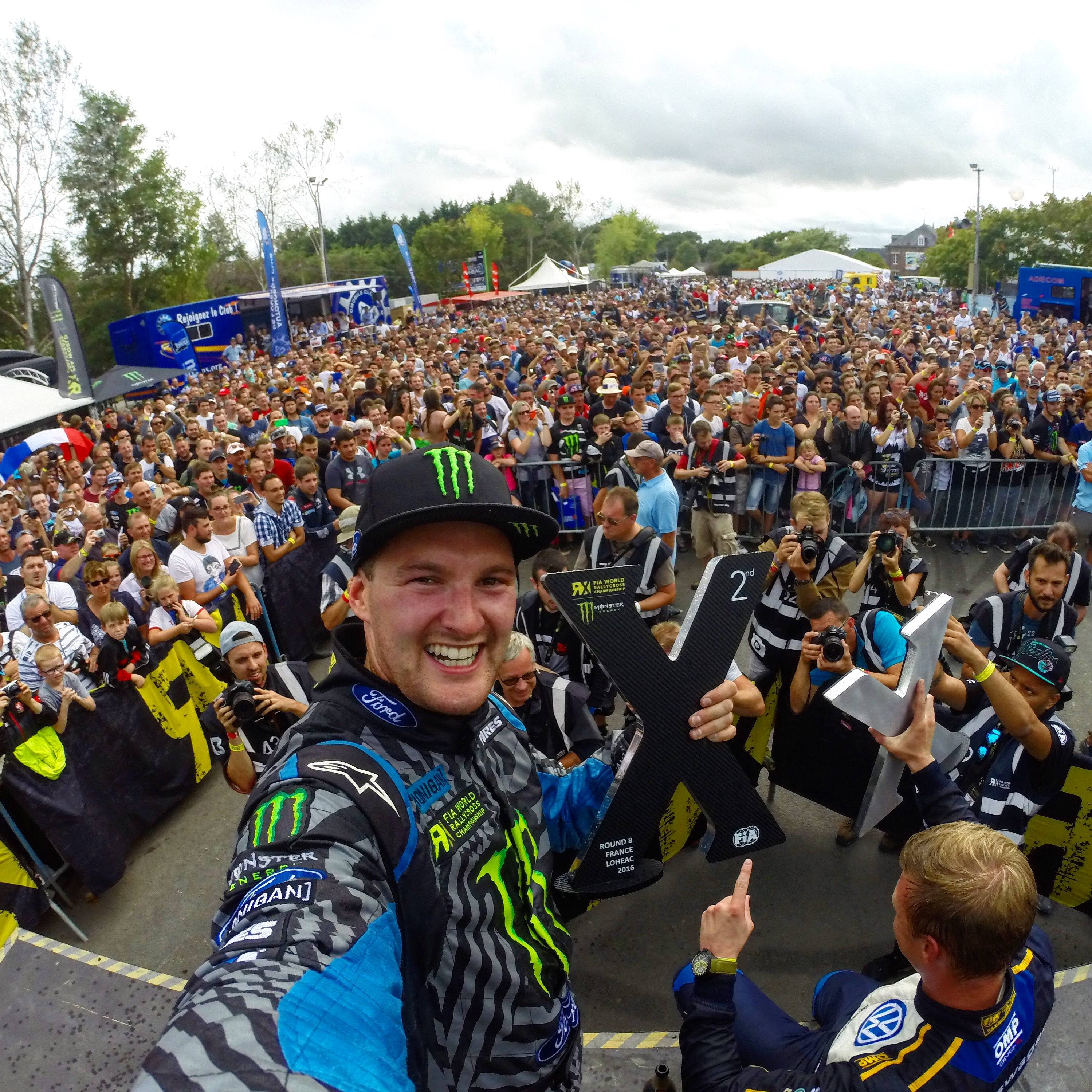
World RX, edizione 2016: Andreas Bakkerud con il trofeo del secondo classificato, e Johan Kristoffersson, vincitore della gara

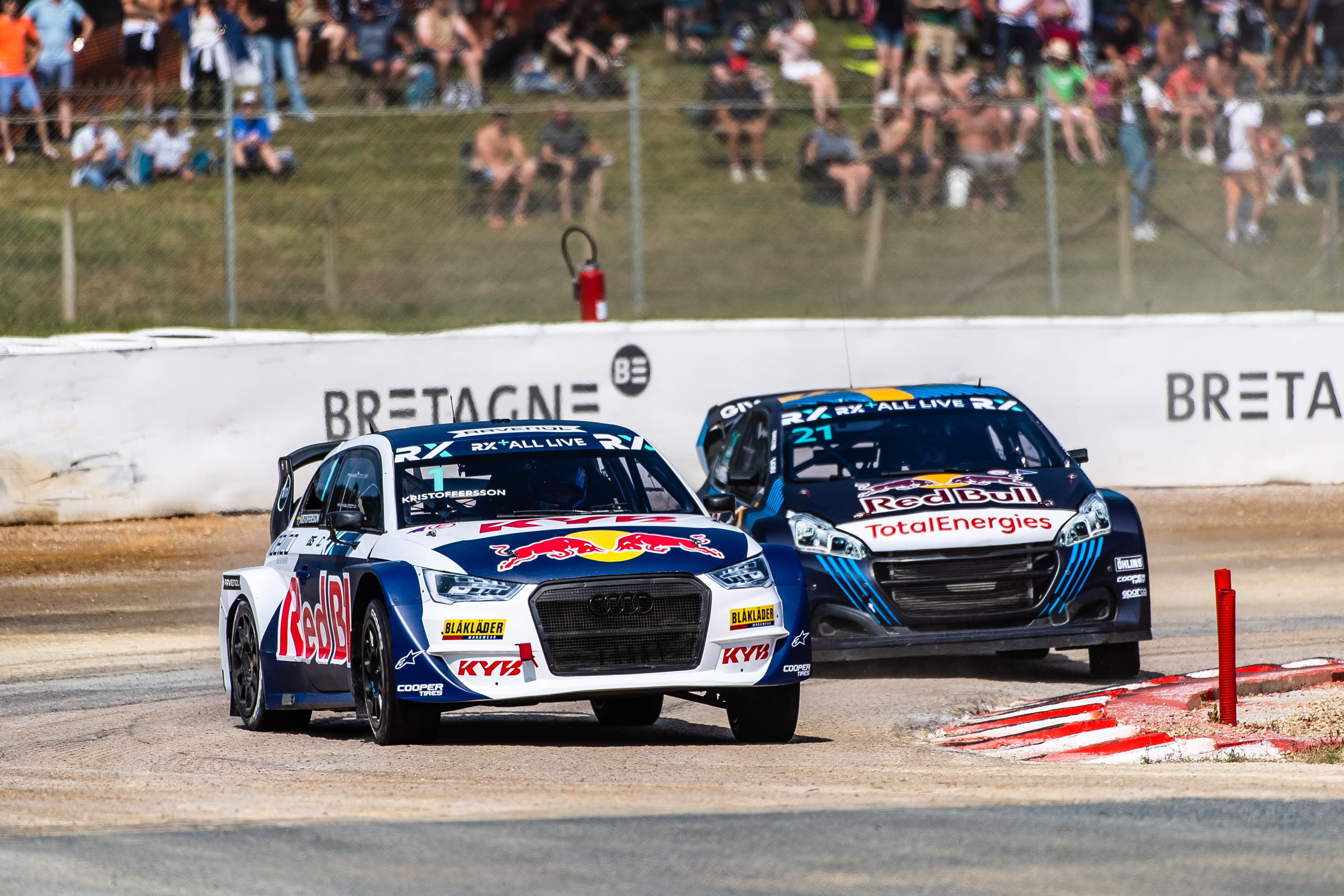
World RX, edizione 2021: Johan Kristoffersson, davanti a Timmy Hansen, con quest'ultimo che centrò poi il tris nella gara francese

| Anno | Denominazione                | Sede           | Validità | Vincitori                                                      | Auto                                                           | Scuderia                                                       |
| ---- | ---------------------------- | -------------- | -------- | -------------------------------------------------------------- | -------------------------------------------------------------- | -------------------------------------------------------------- |
| 1978 | Rallycross of France 1978    | Lohéac         | Euro RX  | Martin Schanche                                                | Ford Escort RS1800 BDA                                         | nd                                                             |
|      |                              |                |          |                                                                |                                                                |                                                                |
| 1979 | Rallycross of France 1979    | Essay          | Euro RX  | Martin Schanche                                                | Ford Escort RS1800 BDA                                         | nd                                                             |
|      |                              |                |          |                                                                |                                                                |                                                                |
| 1980 | Rallycross of France 1980    | Saint-Junien   | Euro RX  | Per-Inge Walfridsson                                           | Volvo 343 Turbo                                                | nd                                                             |
|      |                              |                |          |                                                                |                                                                |                                                                |
| 1981 | Rallycross of France 1981    | Solgne/Juville | Euro RX  | Martin Schanche                                                | Ford Escort RS1800 Turbo                                       | nd                                                             |
|      |                              |                |          |                                                                |                                                                |                                                                |
| 1982 | Rallycross of France 1982    | Marville       | Euro RX  | Olle Arnesson                                                  | Audi quattro                                                   | nd                                                             |
|      |                              |                |          |                                                                |                                                                |                                                                |
| 1983 | Rallycross of France 1983    | Lohéac         | Euro RX  | Walter Mayer                                                   | Audi quattro                                                   | nd                                                             |
|      |                              |                |          |                                                                |                                                                |                                                                |
| 1984 | Rallycross of France 1984    | Saint-Junien   | Euro RX  | Martin Schanche                                                | Ford Escort XR3 T16 4x4                                        | nd                                                             |
|      |                              |                |          |                                                                |                                                                |                                                                |
| 1985 | Rallycross of France 1985    | Marville       | Euro RX  | Matti Alamäki                                                  | Porsche 911 BiTurbo 4x4                                        | nd                                                             |
|      |                              |                |          |                                                                |                                                                |                                                                |
| 1986 | Rallycross of France 1986    | Essay          | Euro RX  | Martin Schanche                                                | Ford Escort XR3 T16 4x4                                        | nd                                                             |
|      |                              |                |          |                                                                |                                                                |                                                                |
| 1987 | Rallycross of France 1987    | Le Creusot     | Euro RX  | Olle Arnesson                                                  | Audi Sport quattro S1                                          | nd                                                             |
|      |                              |                |          |                                                                |                                                                |                                                                |
| 1988 | Rallycross of France 1988    | Lohéac         | Euro RX  | Matti Alamäki                                                  | Peugeot 205 Turbo 16 E2                                        | nd                                                             |
|      |                              |                |          |                                                                |                                                                |                                                                |
| 1989 | Rallycross of France 1989    | Lunéville      | Euro RX  | Martin Schanche                                                | Ford RS200 E2                                                  | nd                                                             |
|      |                              |                |          |                                                                |                                                                |                                                                |
| 1990 | Rallycross of France 1990    | Trappes        | Euro RX  | Matti Alamäki                                                  | Peugeot 205 Turbo 16 E2                                        | nd                                                             |
|      |                              |                |          |                                                                |                                                                |                                                                |
| 1991 | Rallycross of France 1991    | Savenay        | Euro RX  | Will Gollop                                                    | ARG MG Metro 6R4 BiTurbo                                       | nd                                                             |
|      |                              |                |          |                                                                |                                                                |                                                                |
| 1992 | Rallycross of France 1992    | Faux           | Euro RX  | Pat Doran                                                      | Ford RS200 E2                                                  | nd                                                             |
|      |                              |                |          |                                                                |                                                                |                                                                |
| 1993 | Rallycross of France 1993    | Lohéac         | Euro RX  | Jean-Luc Pailler                                               | Citroën BX GTI T16 4x4                                         | nd                                                             |
|      |                              |                |          |                                                                |                                                                |                                                                |
| 1994 | Rallycross of France 1994    | Essay          | Euro RX  | Jean-Luc Pailler                                               | Citroën Xantia T16 4x4                                         | nd                                                             |
|      |                              |                |          |                                                                |                                                                |                                                                |
| 1995 | Rallycross of France 1995    | Faleyras       | Euro RX  | Martin Schanche                                                | Ford Escort RS2000 T16 4x4                                     | nd                                                             |
|      |                              |                |          |                                                                |                                                                |                                                                |
| 1996 | Rallycross of France 1996    | Mayenne        | Euro RX  | Jean-Luc Pailler                                               | Citroën Xantia T16 4x4                                         | nd                                                             |
|      |                              |                |          |                                                                |                                                                |                                                                |
| 1997 | Rallycross of France 1997    | Lunéville      | Euro RX  | Martin Schanche                                                | Ford Escort RS2000 T16 4x4                                     | nd                                                             |
|      |                              |                |          |                                                                |                                                                |                                                                |
| 1998 | Rallycross of France 1998    | Essay          | Euro RX  | Ludvig Hunsbedt                                                | Ford Escort RS2000 T16 4x4                                     | nd                                                             |
|      |                              |                |          |                                                                |                                                                |                                                                |
| 1999 | Rallycross of France 1999    | Faleyras       | Euro RX  | Jean-Luc Pailler                                               | Citroën Xantia T16 4x4                                         | nd                                                             |
|      |                              |                |          |                                                                |                                                                |                                                                |
| 2000 | Rallycross of France 2000    | Essay          | Euro RX  | Kenneth Hansen                                                 | Citroën Xsara WRC                                              | nd                                                             |
|      |                              |                |          |                                                                |                                                                |                                                                |
| 2001 | Rallycross of France 2001    | Lohéac         | Euro RX  | Kenneth Hansen                                                 | Citroën Xsara WRC                                              | nd                                                             |
|      |                              |                |          |                                                                |                                                                |                                                                |
| 2002 | Rallycross of France 2002    | Faleyras       | Euro RX  | Kenneth Hansen                                                 | Citroën Xsara WRC                                              | nd                                                             |
|      |                              |                |          |                                                                |                                                                |                                                                |
| 2003 | Rallycross of France 2003    | Essay          | Euro RX  | Jean-Luc Pailler                                               | Peugeot 206 T16 4x4                                            | nd                                                             |
|      |                              |                |          |                                                                |                                                                |                                                                |
| 2004 | Rallycross of France 2004    | Essay          | Euro RX  | Per Eklund                                                     | SAAB 9-3 T16 4x4                                               | nd                                                             |
|      |                              |                |          |                                                                |                                                                |                                                                |
| 2005 | Rallycross of France 2005    | Essay          | Euro RX  | Kenneth Hansen                                                 | Citroën Xsara T16 4x4                                          | nd                                                             |
|      |                              |                |          |                                                                |                                                                |                                                                |
| 2006 | Rallycross of France 2006    | Mayenne        | Euro RX  | Lars Larsson                                                   | Škoda Fabia T16 4x4                                            | nd                                                             |
|      |                              |                |          |                                                                |                                                                |                                                                |
| 2007 | Rallycross of France 2007    | Essay          | Euro RX  | Michael Jernberg                                               | Ford Focus T16 4x4                                             | nd                                                             |
|      |                              |                |          |                                                                |                                                                |                                                                |
| 2008 | Rallycross of France 2008    | Cohiniac       | Euro RX  | Jean-Luc Pailler                                               | Peugeot 207 T16 4x4                                            | nd                                                             |
|      |                              |                |          |                                                                |                                                                |                                                                |
| 2009 | Rallycross of France 2009    | Essay          | Euro RX  | Ludvig Hunsbedt                                                | Volvo S40 T16 4x4                                              | nd                                                             |
|      |                              |                |          |                                                                |                                                                |                                                                |
| 2010 | Rallycross of France 2010    | Cohiniac       | Euro RX  | Michael Jernberg                                               | Škoda Fabia T16 4x4                                            | nd                                                             |
|      |                              |                |          |                                                                |                                                                |                                                                |
| 2011 | Rallycross of France 2011    | Essay          | Euro RX  | Frode Holte                                                    | Volvo C30 T16 4x4                                              | nd                                                             |
|      |                              |                |          |                                                                |                                                                |                                                                |
| 2012 | Rallycross of France 2012    | Dreux          | Euro RX  | Kevin Procter                                                  | Ford Focus T16 4x4                                             | nd                                                             |
|      |                              |                |          |                                                                |                                                                |                                                                |
| 2013 | Volkswagen RX of France 2013 | Lohéac         | Euro RX  | Andreas Bakkerud                                               | Citroën DS3                                                    | nd                                                             |
|      |                              |                |          |                                                                |                                                                |                                                                |
| 2014 | Rallycross of France 2014    | Lohéac         | World RX | Petter Solberg                                                 | Citroën DS3                                                    | PSRX                                                           |
| 2014 | Rallycross of France 2014    | Lohéac         | Euro RX  | Gara valida soltanto per le categorie Touring Car e Super1600. | Gara valida soltanto per le categorie Touring Car e Super1600. | Gara valida soltanto per le categorie Touring Car e Super1600. |
|      |                              |                |          |                                                                |                                                                |                                                                |
| 2015 | Rallycross of France 2015    | Lohéac         | World RX | Timmy Hansen                                                   | Peugeot 208                                                    | Team Peugeot-Hansen                                            |
| 2015 | Rallycross of France 2015    | Lohéac         | Euro RX  | Gara valida soltanto per le categorie Touring Car e Super1600. | Gara valida soltanto per le categorie Touring Car e Super1600. | Gara valida soltanto per le categorie Touring Car e Super1600. |
|      |                              |                |          |                                                                |                                                                |                                                                |
| 2016 | Rallycross of France 2016    | Lohéac         | World RX | Johan Kristoffersson                                           | VW Polo R                                                      | Volkswagen RX Sweden                                           |
| 2016 | Rallycross of France 2016    | Lohéac         | Euro RX  | Gara valida soltanto per la categoria Super1600.               | Gara valida soltanto per la categoria Super1600.               | Gara valida soltanto per la categoria Super1600.               |
|      |                              |                |          |                                                                |                                                                |                                                                |
| 2017 | RX of France 2017            | Lohéac         | World RX | Johan Kristoffersson                                           | VW Polo R                                                      | PSRX Volkswagen Sweden                                         |
| 2017 | RX of France 2017            | Lohéac         | Euro RX  | Thomas Bryntesson                                              | Ford Fiesta                                                    | JC Raceteknik                                                  |
|      |                              |                |          |                                                                |                                                                |                                                                |
| 2018 | RX of France 2018            | Lohéac         | World RX | Johan Kristoffersson                                           | VW Polo R                                                      | PSRX Volkswagen Sweden                                         |
| 2018 | RX of France 2018            | Lohéac         | Euro RX  | Cyril Raymond                                                  | Peugeot 208                                                    | -                                                              |
|      |                              |                |          |                                                                |                                                                |                                                                |
| 2019 | RX of France 2019            | Lohéac         | World RX | Timmy Hansen                                                   | Peugeot 208                                                    | Team Hansen MJP                                                |
| 2019 | RX of France 2019            | Lohéac         | Euro RX  | Robin Larsson                                                  | Audi S1                                                        | JC Raceteknik                                                  |
|      |                              |                |          |                                                                |                                                                |                                                                |
| 2020 | World RX of France 2020      | Lohéac         | World RX | Evento cancellato a causa della Pandemia di COVID-19.          | Evento cancellato a causa della Pandemia di COVID-19.          | Evento cancellato a causa della Pandemia di COVID-19.          |
| 2020 | World RX of France 2020      | Lohéac         | Euro RX  | Evento cancellato a causa della Pandemia di COVID-19.          | Evento cancellato a causa della Pandemia di COVID-19.          | Evento cancellato a causa della Pandemia di COVID-19.          |
|      |                              |                |          |                                                                |                                                                |                                                                |
| 2021 | Bretagne RX of Lohéac 2021   | Lohéac         | World RX | Timmy Hansen                                                   | Peugeot 208                                                    | Hansen World RX Team                                           |
| 2021 | Bretagne RX of Lohéac 2021   | Lohéac         | Euro RX  | René Münnich                                                   | SEAT Ibiza                                                     | ALL-INKL.COM Münnich Motorsport                                |
| Anno | Denominazione                | Sede           | Validità | Vincitori                                                      | Auto                                                           | Scuderia                                                       |